# 小林流 (空手道)
小林流（しょうりんりゅう）は、空手道の流派のひとつ。開祖は知花朝信で首里手の流れをくむ。同音・類音の少林流や松林流、少林寺流といった他流派や、少林寺拳法や少林拳などの他の武道・武術と区別するため、コバヤシリュウと呼ばれることもある。

## 概要
小林流は糸洲安恒の弟子であった知花朝信が1933年（昭和8年）に命名した流派で、現在では沖縄空手道の三大流派（剛柔流、上地流、小林流）のひとつとされる。知花は1948年に沖縄小林流空手道協会を結成した。
小林流は一般には糸洲系統の型を継いでいるが、知花は多和田真睦（通称メーガントウ）にも師事しているので、多和田（松村）のパッサイ（小林流・パッサイ大とも）や多和田のサイなどの型も継承している。また、知花の弟子達の中には知花以外の空手家に師事した者も多数いるので、現在の小林流では会派・道場ごとに様々な型が伝承されている。
小林流は知花朝信の死後いくつかの会派に別れた。沖縄空手道小林流小林館協会、小林流究道館、沖縄空手道小林流武徳館、礼邦館、沖縄小林流空手振興会、沖縄空手道小林流妙武館協会,沖縄空手道竜球館空手古武道連盟（野原耕栄・範士九段）等がある。多くの会派では日本本土より、海外に数多くの支部道場をもつ。